# MVP de la Ligat ha'Al

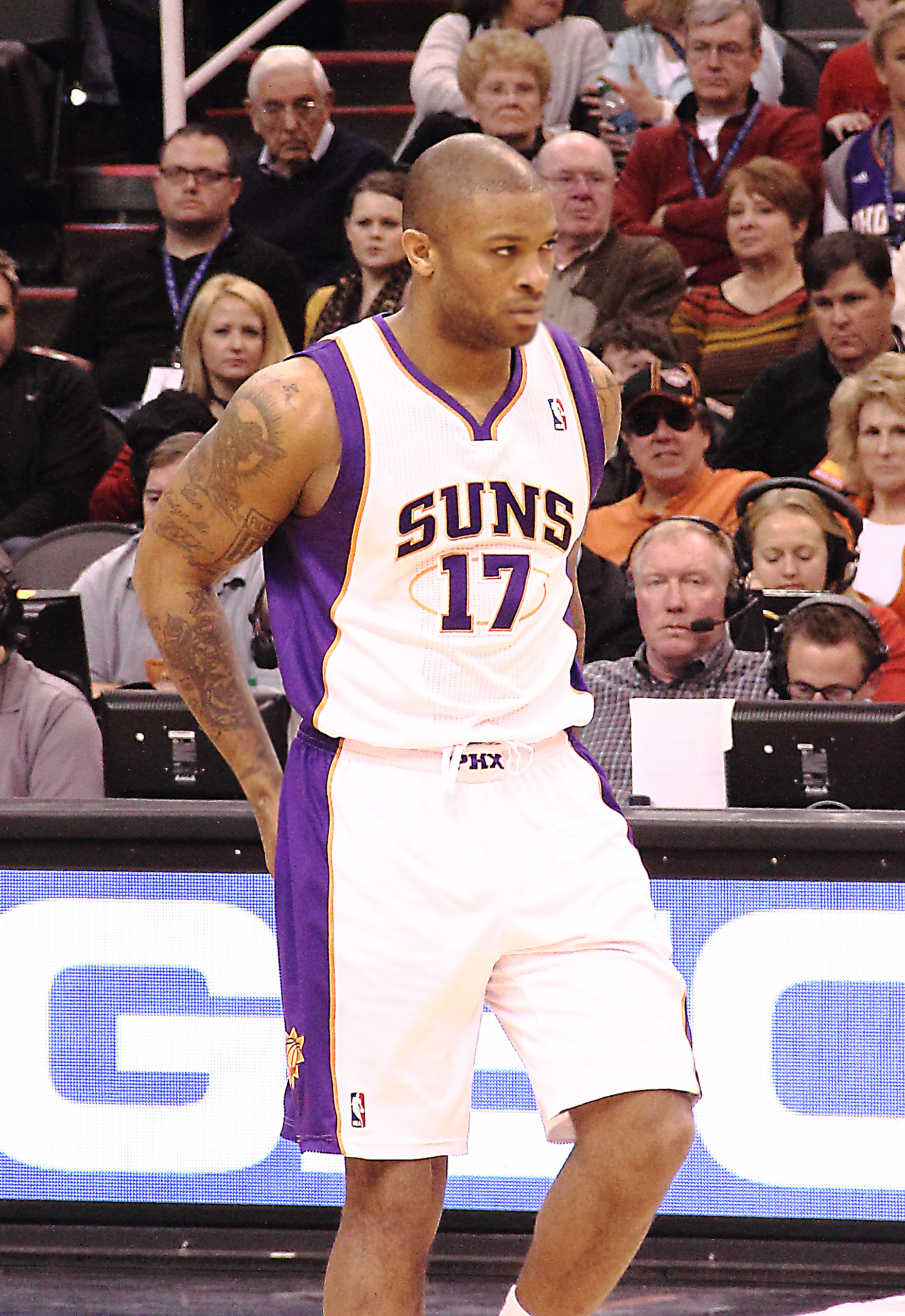
P.J. Tucker fue el MVP en 2008.

El Israeli Basketball Premier League MVP o  MVP de la Ligat ha'Al, es el galardón concedido por la Ligat ha'Al, la primera división del baloncesto de Israel al mejor jugador de la temporada regular.

## Ganadores

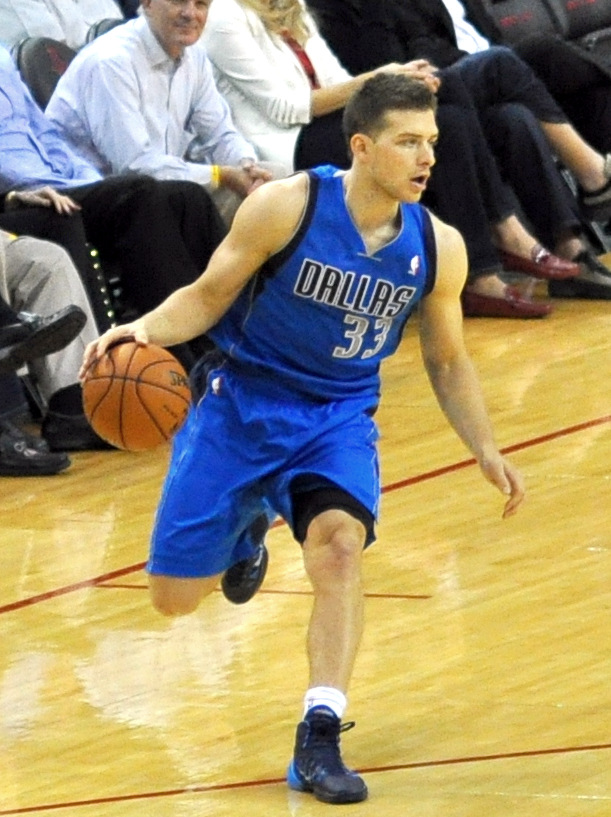
Gal Mekel ganó en dos ocasiones el galardón (2011, 2013).

| Jugador (X)  | Nombre del jugador y número de veces que ha conseguido el galardón hasta ese momento (si son más de 1) |
| Nacionalidad | Nacionalidad del jugador                                                                               |
|              | Indica que el jugador ganó más premios en la misma temporada                                           |
|              | Denota que su equipo ganó la liga esa temporada                                                        |

| Temporada | MVP                  | Posición | Nacionalidad             | Equipo                | Ref.          |
| --------- | -------------------- | -------- | ------------------------ | --------------------- | ------------- |
| 1989–90   | Brad Leaf            | SG       | Estados Unidos Israel    | Hapoel Galil Elyon    | [ 1 ]         |
| 1990–91   | David Henderson      | SG       | Estados Unidos           | Hapoel Tel Aviv       | [ 2 ]         |
| 1991–92   | Joe Dawson           | SF       | Estados Unidos Israel    | Hapoel Eilat          | [ 3 ]         |
| 1992–93   | David Thirdkill      | SF       | Estados Unidos           | Hapoel Tel Aviv       | [ 4 ]         |
| 1993–94   | Norris Coleman       | PF       | Estados Unidos           | Hapoel Jerusalem      | [ 5 ]         |
| 1994–95   | Derrick Gervin       | SF       | Estados Unidos           | Hapoel Gvat/Yagur     | [ 6 ]         |
| 1995–96   | Andrew Kennedy       | SF       | Estados Unidos Jamaica   | Hapoel Galil Elyon    | [ 7 ]         |
| 1996–97   | Tomer Steinhauer     | C        | Israel                   | Maccabi Ra'anana      | [ 8 ]         |
| 1997–98   | Oded Kattash         | SG       | Israel                   | Maccabi Tel Aviv      | [ 9 ]         |
| 1998–99   | Radisav Ćurčić       | C        | Serbia y Montenegro      | Hapoel Jerusalem      | [ 10 ]        |
| 1999–00   | Ariel McDonald       | PG       | Estados Unidos Eslovenia | Maccabi Tel Aviv      | [ 11 ]        |
| 2000–01   | Nate Huffman         | C        | Estados Unidos           | Maccabi Tel Aviv      | [ 12 ]        |
| 2001–02   | Meir Tapiro          | PG       | Israel                   | Hapoel Jerusalem      | [ 13 ]        |
| 2002–03   | Charles Minlend      | SF       | Camerún                  | Maccabi Giv'at Shmuel | [ 14 ]        |
| 2003–04   | Anthony Parker       | SF       | Estados Unidos           | Maccabi Tel Aviv      | [ 15 ]        |
| 2004–05   | Šarūnas Jasikevičius | PG       | Lituania                 | Maccabi Tel Aviv      | [ 16 ]        |
| 2005–06   | Timmy Bowers         | PG       | Estados Unidos           | Maccabi Giv'at Shmuel | [ 17 ]        |
| 2006–07   | Lee Nailon           | PF       | Estados Unidos           | Bnei Hasharon         | [ 18 ]        |
| 2007–08   | P.J. Tucker          | SF       | Estados Unidos           | Hapoel Holon          | [ 19 ]        |
| 2008–09   | Doron Perkins        | PG       | Estados Unidos           | Maccabi Haifa         | [ 20 ]        |
| 2009–10   | Elishay Kadir        | PF       | Israel                   | Hapoel Gilboa Galil   | [ 21 ]        |
| 2010–11   | Gal Mekel            | PG       | Israel                   | Hapoel Gilboa Galil   | [ 22 ]        |
| 2011–12   | Lior Eliyahu         | PF       | Israel                   | Maccabi Tel Aviv      | [ 23 ]        |
| 2012–13   | Gal Mekel (2)        | PG       | Israel                   | Maccabi Haifa         | [ 24 ]        |
| 2013–14   | Donta Smith          | SF       | Venezuela                | Maccabi Haifa         | [ 25 ]        |
| 2014–15   | Lior Eliyahu (2)     | PF       | Israel                   | Hapoel Jerusalem      | [ 26 ]        |
| 2015–16   | Darryl Monroe        | F/C      | Estados Unidos           | Maccabi Rishon LeZion | [ 27 ] [ 28 ] |
| 2016–17   | John DiBartolomeo    | PG       | Israel                   | Maccabi Haifa         | [ 29 ] [ 30 ] |
| 2017–18   | Sek Henry            | SG       | Jamaica                  | Maccabi Ashdod        | [ 31 ]        |
| 2018–19   | Corey Walden         | SG       | Estados Unidos           | Hapoel Holon          | [ 32 ]        |
| 2019–20   | Deni Avdija          | SF       | Israel                   | Maccabi Tel Aviv      | [ 33 ]        |
| 2020–21   | Casey Prather        | SF       | Estados Unidos           | Hapoel Eilat          | [ 34 ]        |
| 2021–22   | Chinanu Onuaku       | C        | Estados Unidos           | Bnei Herzliya         | [ 35 ]        |
| 2022–23   | Zach Hankins         | C        | Estados Unidos           | Hapoel Jerusalem      | [ 36 ]        |
| 2023–24   | Roman Sorkin         | C        | Israel                   | Maccabi Tel Aviv      | [ 37 ]        |
| 2024–25   | Jared Harper         | PG       | Estados Unidos           | Hapoel Jerusalem      | [ 38 ]        |